# Une jeune fille qui se lance
Pour plus de détails, voir Fiche technique et Distribution.
Une jeune fille qui se lance (The Perfect Flapper) est un film américain réalisé par John Francis Dillon et sorti en 1924. C'est le deuxième « film Flapper » pour Colleen Moore, après Flaming Youth sorti l'année précédente.

## Synopsis
La jeune débutante Tommie Lou est impopulaire. Lors de sa soirée de coming-out, elle se tourne vers les bouffonneries de jazz pour animer les choses. Après avoir bu du punch enrichi d'alcool (illégal à l'époque, car le film a été tourné pendant la Prohibition ), elle se saoule et s'enfuit dans un relais routier avec le mari d'une amie. Rien ne se passe entre eux, mais l'action provoque une rupture entre le mari et sa femme. Elle parvient à remettre le couple ensemble, tombant amoureuse de l'avocat du divorce de la femme, et à la fin tout le monde vit heureux.

## Fiche technique
- Titre original : The Perfect Flapper
- Réalisation : John Francis Dillon
- Scénario : Joseph F. Poland d'après une histoire de Jessie Henderson
- Producteur : 	Earl Hudson
- Distributeur : First National Pictures
- Durée : 70 minutes (7 bobines[1])
- Date de sortie : 25 mai 1924[2].

## Distribution
- Colleen Moore : Tommie Lou Pember
- Sydney Chaplin : Dick Trayle
- Phyllis Haver : Gertrude Trayle
- Lydia Knott : Aunt Sarah
- Frank Mayo : Reed Andrews
- Charles Wellesley : Joshua Pember
- Babe London (non crédité)